# Kaori Sakamoto
Kaori Sakamoto (坂本花織, Sakamoto Kaori, 9 de abril de 2000) é uma patinadora artística japonesa. Ela é a medalhista de bronze dos Jogos Olímpicos no individual feminino e medalhista de prata na competição por equipes (2022), três vezes campeã mundial (2022-2024), campeã do Campeonato dos Quatro Continentes (2018), campeã da Final do Grand Prix (2023), quatro vezes campeã nacional do Japão (2019, 2022-2024) e duas vezes medalhista de prata do Campeonato Japonês (2018, 2021). Foi medalhista de bronze do Campeonato Mundial Júnior (2017) e da Final do Grand Prix Júnior (2016). Além disso, é a medalhista de prata (2019) e bronze (2021, 2023) do Troféu Mundial de Patinação Artística por Equipes.

Kaori Sakamoto é atualmente a primeira patinadora no ranking mundial da categoria individual feminina da União Internacional de Patinação.

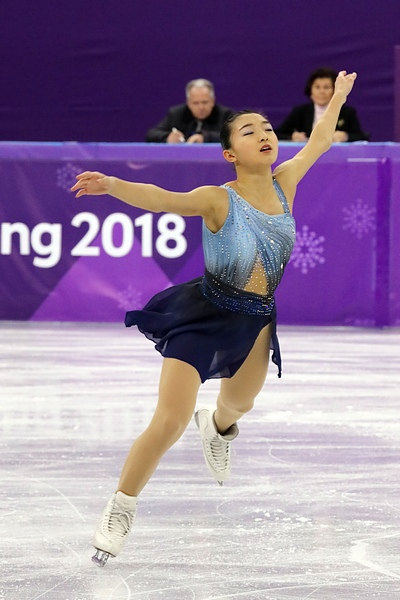
Sakamoto nos Jogos Olímpicos de Inverno de 2018.